# Дмитренко Павло Петрович
Павло́ Петро́вич Дми́тренко (1970—2014) — старший солдат Державної прикордонної служби України, учасник російсько-української війни.

## Життєпис
Народився 1970 року в селі Джурин Шаргородського району Вінницької області. Закінчив середню школу, 1988 року — Мазурівське СПТУ № 38. Одружений, з дружиною виховали 21-річного сина, родина проживає у Могилеві-Подільському.
Електрик-акумуляторник секції спеціальних робіт групи з ремонту техніки, відділення автотехнічного забезпечення інженерно-технічного відділу 24 прикордонного загону Південного регіонального управління. З червня 2014 року брав участь у боях російсько-української війни.
27 липня 2014-го внаслідок постійних артилерійських й танкових обстрілів бойовиками позицій прикордонного угрупування загинув в секторі Д поблизу селища Довжанське. Тоді ж загинули Володимир Блажко, Олександр Дзюбелюк, Віктор Соколовський.
Похований в селі Джурин Шаргородського району.
Без Павла лишились батьки, дружина та син.

## Нагороди та вшанування
- 2 серпня 2014 року — за особисту мужність і героїзм, виявлені у захисті державного суверенітету та територіальної цілісності України, вірність військовій присязі під час російсько-української війни, відзначений — нагороджений орденом «За мужність» III ступеня (посмертно)
- 2015 року в селі Джурин відкрито пам'ятний знак Павлу Дмитренку.
- 24 серпня 2016 року в Могилеві-Подільському, біля входу до міського парку, відкрито Меморіал пам'яті героїв антитерористичної операції, серед яких — портрет Павла Дмитренка.